# ANiUTa
ANiUTa（アニュータ）は、かつて株式会社アニュータが運営していた、アニメソング専門のスマートフォン向け音楽定額配信サービス。2017年3月24日サービス開始。2022年7月31日サービス終了。

## 概要
世界初かつ、世界最大のアニメソングに特化した音楽定額配信サービスで、ランティスやフライングドッグなど国内でアニメやアニメソングの制作に関わる10社が共同参画して運営会社を発足、2017年3月24日にiOS・Android用アプリの配信とサービスを開始した。
サービスの発案についてフライングドッグ社長で運営会社であるアニュータの社長も兼務する佐々木史朗は、日本以外の海外では既にサブスクリプション（定額配信）サービスが既に浸透しており、若い人がCDを買う世代では無くなっていること、アニメ制作費をパッケージ販売で回収するというスキームが限界に達しており、CDやBlu-ray Discは買わないが、ライブに行く、グッズを買う、スマートフォンで繰り返し見るなど、ユーザーの接し方が「保有」から「共有」に移行していることを挙げている。そうしたユーザーとアニメや音楽を通じて接触する中で、どこかのプラットフォームに音楽を供給するだけでいいのか、という考えから自分たちでプラットフォームを作ってしまおうという発想に至った。
佐々木は以前よりランティス社長の井上俊次と「メーカー横断で何かできないか」と話してきており、そうした流れの中で2016年頃にサブスクリプションという形が固まっていった。フライングドッグとランティスが主体となって動き出し、そこにこれまでも配信サービスを行ってきているKADOKAWAが合流、この3社でまとめていき、サービス設計とシステム開発はKADOKAWAが主導で行い、レコチョクが基本システムを担当している。
サービス開始時は新譜旧譜問わず5万曲提供しており、新譜に関してはレーベルやアーティストの判断によってCD発売と同時に配信も行われる。無料会員では128kbpsの音質で楽曲の途中まで聞くことが可能で、楽曲検索や歌詞表示、ライブラリの利用（20曲まで）が可能となっている。月額600円の有料会員になると、320kbpsの高音質配信も可能になりフルサイズで聞くことができるほか、ライブラリ登録数も1000曲に増える。
今後はテレビアニメの放送と連動した主題歌の先行配信や声優とのコラボレーション楽曲などのオリジナルコンテンツの配信を行うほか、会員特典としてライブイベントのチケット優先予約販売、グッズ販売などを展開する。2017年11月17日からは電子チケットアプリ「ANiUTaチケット」の配信及び電子チケット販売サービスを開始した。日本国外でも2017年度末までの開始を目指していたが、2018年8月1日にアメリカ合衆国向けの英語版サービスが開始された。
また、開始時点ではソニー・ミュージックエンタテインメントやキングレコード（キング・アミューズメント・クリエイティブ本部・EVIL LINE RECORDS）、日本コロムビアといったメーカーが未参加だが、こうしたメーカーについても参加交渉を行っているとしており、このうち日本コロムビアの楽曲に関しては2018年1月より一部楽曲の配信を開始している。
2020年4月には経営権はアニメイトに譲渡され、佐々木史朗は社長を退いた。
2021年9月、アプリの大型リニューアルを実施。このリニューアルにより、アカウントが1台の端末に紐付けられる従来の形から、マルチデバイス対応へと変更されている。
2022年6月1日に、2022年7月31日をもってサービスを終了することが発表された。
2022年7月31日に予定通りサービスが終了し、5年4か月の歴史に幕を閉じた。

## 参加企業・レーベル
太字は発足参画企業10社。
- アース・スター レコード
- エイベックス・ピクチャーズ
- エグジットチューンズ
- SNK
- NBCユニバーサル・エンターテイメントジャパン
- KADOKAWA
- カプコン
- KarenT
- サンライズミュージック
- SMIRAL
- ティームエンタテインメント
- 東映アニメーション音楽出版
- 東宝（TOHO animation）
- 徳間ジャパンコミュニケーションズ
- トムス・ミュージック
- ドリーミュージック
- 日本ファルコム
- バップ
- ビクターエンタテインメント
- 1st PLACE
- フライングドッグ
- ブシロードミュージック
- フロンティアワークス
- ポニーキャニオン
- マーベラス
- UMA
- MAGES.
- バンダイナムコアーツ（ランティス）
- Rejet
- ワーナー・ブラザース ホームエンターテイメント

## ANiUTa AWARD
ANiUTaでの年間楽曲再生数を元に、各部門での年間1位となった楽曲やアーティストを表彰する賞として設立され、第1回となる2017年度の表彰がサービス開始1周年となる2018年3月28日に行われた。

### 2017年度
- シングルランキング部門：どうぶつビスケッツ×PPP「ようこそジャパリパークへ」
- アルバムランキング部門：ワルキューレ『Walküre Attack!』
- 女性グループアーティスト部門：Aqours
- 女性ソロアーティスト部門：三森すずこ
- 男性グループアーティスト部門：GRANRODEO
- 男性ソロアーティスト部門：鈴村健一
- 2017年冬アニメ主題歌部門：fhána「青空のラプソディ」
- 2017年春アニメ主題歌部門：Wake Up, Girls!「恋?で愛?で暴君です!」
- 2017年夏アニメ主題歌部門：Wake Up, May'n!「One In A Billion」
- 2017年秋アニメ主題歌部門：JUNNA「Here」

### 2018
- シングル部門：坂本真綾「逆光」
- アルバム部門：高木さん（高橋李依）『からかい上手の高木さん Cover song collection』
- 女性ソロアーティスト部門：坂本真綾
- 女性グループアーティスト部門：Aqours
- 男性ソロアーティスト部門：オーイシマサヨシ
- 男性グループアーティスト部門：IDOLiSH7
- 2018年冬アニメ主題歌部門：亜咲花「SHINY DAYS」
- 2018年春アニメ主題歌部門：大橋彩香「NOISY LOVE POWER☆」
- 2018年夏アニメ主題歌部門：スタァライト九九組「星のダイアローグ」
- 2018年秋アニメ主題歌部門：OxT「UNION」
- 劇場版主題歌部門：ワルキューレ「ワルキューレは裏切らない」
- #NowPlaying：スタァライト九九組「Star Divine」

### 2019
- シングル部門：O×T「UNION」
- アルバム部門：ワルキューレ「Walküre Attack!」
- 女性ソロアーティスト部門：坂本真綾
- 女性グループアーティスト部門：Aqours
- 男性ソロアーティスト部門：入野自由
- 男性グループアーティスト部門：O×T
- 2019年冬アニメ主題歌部門：中野家の五つ子「五等分の気持ち」
- 2019年春アニメ主題歌部門：i☆Ris「アルティメット☆MAGIC」
- 2019年夏アニメ主題歌部門：紗倉ひびき（ファイルーズあい） & 街雄鳴造（石川界人）「お願いマッスル」
- 2019年秋アニメ主題歌部門：May'n「graphite/diamond」

#### 2019年ユーザープレイリスト部門
- 最優秀プレイリスト：もりしー「疾走感と浮遊感」
- スタッフ選プレイリスト：チートイ「なにもかんがえたくないひとへ」、ゃる「#ゃるぷれ シャカマ曲&ぽた芸曲」

## あにゅパ!!
アニュータのサービス開始を記念して2017年5月に「アニソンまみれ」の合同ライブイベント「あにゅパ!!」を開催。2018年5月に第2回が開催された。

### 2017年
- タイトル：アニュータライブ2017「あにゅパ!!」
- 開催日：2017年5月13日
- 会場：国立代々木競技場第一体育館（東京都）
- 主催：ANiUTa
- 制作：バンダイナムコライブクリエイティブ
- 出演者：Aqours、ALI PROJECT、Wake Up, Girls!、May'n、富永TOMMY弘明（スペシャルゲスト）、きただにひろし（スペシャルゲスト）[16]
  - 本イベントで共演したWake Up, Girls!とMay'nは、レーベルを越えた特別コラボユニット「Wake Up,May'n!」を組み、シングル「One In A Billion」（アニメ『異世界食堂』OPテーマ）をリリースした[17]。

### 2018年
- タイトル：アニュータライブ2018「あにゅパ!!」
- 開催日：2018年5月13日
- 会場：幕張メッセイベントホール（千葉県）
- 主催：株式会社アニュータ
- 制作：バンダイナムコライブクリエイティブ
- 出演者：i☆Ris、内田真礼、fhána、ワルキューレ、オーイシマサヨシ（スペシャルゲスト）、大原ゆい子（スペシャルゲスト）
  - このほか、出演者としては非公表だったがイベントのラストにて後述のインターネット番組MCの高槻かなこと芹澤優が登壇し（芹澤はi☆Risメンバーとして出演しているが高槻は完全なサプライズ登場）、クロージングの進行を務めた。

## ラジオ
ANiUTa オリジナルラジオ 下地紫野のプレイリスト for You!
2018年6月4日より9月18日までアプリ内で月2回更新で配信。全8回。トークと曲を交互に並べたプレイリスト形式で配信されている。パーソナリティは声優の下地紫野。
ANiUTa オリジナルラジオ TRUEのプレイリスト for You!
2019年1月31日からアプリ内で第1・第3月曜日に配信(初回は木曜日)。パーソナリティはアニソンシンガーのTRUE。
ANiUTa オリジナルラジオ 大原ゆい子のプレイリスト for You!
2019年1月31日からアプリ内で第1・第3木曜日に配信。パーソナリティはシンガーソングライターの大原ゆい子。
ANiUTa オリジナルラジオ YURiKAのプレイリスト for You!
2019年1月31日からアプリ内で第2・第4月曜日に配信(初回は木曜日)。パーソナリティはアニソンシンガーのYURiKA。
ANiUTa オリジナルラジオ Run Girls, Run！のプレイリスト for You!
2019年1月31日からアプリ内で第2・第4木曜日に配信。パーソナリティは声優ユニットのRun Girls, Run!。

## インターネット放送
アニュータ Presents 高槻かなこ 芹澤優のパーティー！パーティー！パーティー！
2018年2月20日から、月に1回、ニコニコ生放送にて配信されている動画番組。MCは高槻かなこと芹澤優。2018年12月25日放送の第9回からはYouTube Liveでも同時に配信している。
ゲスト
- 第8回 (2018年11月27日) - 大橋彩香
- 第10回 (2019年1月29日) - Wake Up, Girls!から吉岡茉祐、青山吉能、山下七海、奥野香耶、高木美佑
- 第11回 (2019年3月27日) - 三森すずこ
- 第12回 (2019年4月24日) - きただにひろし、福山芳樹
- 第14回 (2019年6月18日) - ZAQ